# 제17SS기갑척탄병사단 괴츠 폰 베를리힝겐
제17SS기갑척탄병사단 괴츠 폰 베를리힝엔(17. SS-Panzergrenadier-Division Götz von Berlichingen)은 제2차 세계 대전 당시 서부 전선에서 활동한 독일 무장 친위대 기계화 보병 사단이다.

## 편성과 훈련
제17 SS 기갑척탄병 사단은 1943년 10월 프랑스 푸아티에(Poitiers)에서 루마니아 출신 징집병들로 구성된 보충병과 신병을 기간으로 신규 편성되었다. 사단에는 괴츠 폰 베를리힝엔이라는 명예로운 이름이 붙여졌다. 괴츠 폰 베를리힝엔은 15세기 독일 기사로 전투 중 오른손을 잃고 강철로 된 의수를 착용한 인물로 알려져 있다. 이에 따라 사단 문장은 움켜진 강철주먹이 되었다. 오토 빙에 SS중령이 사단 편성을 담당했으며, 1944년 1월 베르너 오스텐도르프 SS소장에게 지휘권이 인계되었다. 괴츠 폰 베를리힝엔은 게르트 폰 룬트슈테트 원수 휘하 D 집단군 제80 군단에 배속되었다.
1944년 2월까지 괴츠 폰 베를리힝엔은 차량 부족 문제에 시달렸다. 제80 군단 명령 하에 사단은 기동력에 만전을 기하기 위해 프랑스제 차량을 끌어모으기 시작했다. 3월이 되어 주력 전투부대 대부분이 완전히 차량화되었다. 6월 1일 괴츠 폰 베를리힝엔은 프랑스 투아르(Thouars)에서 편성을 끝마쳤다. 하지만-전차대대가 돌격포를 장비하고 있긴 했지만-전차는 전무했고, 훈련기간은 22~25주 정도로 너무 짧았으며 장교들의 질 또한 낮았다.

## 노르망디 전투
연합군의 침공이 개시된 D데이 후 괴츠 폰 베를리힝엔에 연합군의 노르망디 교두보를 분쇄하라는 명령이 떨어졌다. 6월 11일 사단은 최초로 적과 조우했다. 사단 수색 대대가 미국 제101 공수 사단 소속 강하병들과 카랑탕(Carentan) 근교에서 교전을 치렀다. 6월 13일에 카랑탕을 점령한 제101 공수 사단은 남쪽으로 진격을 개시했다.
제37 SS 기갑척탄병 연대는 돌격포로 구성된 사단 예하 전차 대대와 폰 데어 하이테 소령의 제6 공수 연대 지원 하에 진격해 들어오는 미군 강하병들을 공격했다. 미군이 "유혈의 협곡 전투"라 이름 붙인 전투에서 독일군은 일부 강하병 중대를 궁지에 몰아넣는 데까지 성공했지만, 미국 제2 기갑 사단 A 전투단의 증원으로 공격은 결국 좌절되고 말았다. (미국 드라마《밴드 오브 브라더스》 3편에 잘 묘사되어 있다. 드라마에서는 506연대 2대대 D중대와 F중대가 멋대로 후퇴한 것으로 묘사되었다. 스티븐 E. 엠브로스가 쓴 동명 저서에 따르면 윈터스 중위가 지휘했던 이지 중대를 제외한 도그, 폭스 중대가 적전도주했고, 분노한 스트레이어 중령에 의해서 두 중대의 중대장이 경질되었다.)
6월 나머지 기간 동안 사단은 생로(St Lo)와 쿠탕스(Coutances) 부근의 보카즈 지역에서 고투를 치렀다. 이 기간 동안 괴츠 폰 베를리힝엔은 심각한 손실을 입었으며, 그 결과 7월 초에는 사단병력이 8,500명으로까지 격감했다. 사단은 코브라 작전 개시 후 연합군의 공세를 막기 위해서 재투입되었고 또다시 막대한 사상자를 냈다. 루티히(Luttich) 작전이라 명명된 모르탱 공세에도 참여했다. 모르탱 공세 실패 후 사단은 브라우네 전투단, 군터 전투단, 픽 전투단, 발 전투단 등 4개의 전투단으로 분할되었다. 이 소규모 부대들은 팔레즈 포위망이 완성되기 전에 탈출하는 데 성공했지만 이미 심각한 손실을 입은 후였다. 잔존한 전투단들은 그 달 말 미군의 공세가 끝나기 전까지 전투를 계속했다. 미군의 공세가 종료된 후 사단은 휴식과 재편성을 위해 메츠로 이동했다.

## 메츠 그리고 자르
9월 초 제49 및 제51 SS 기갑척탄병 여단이 사단에 편입되어, 사단의 기갑척탄병 전력이 보강되었다. 단, 전차와 돌격포의 보충은 늦어졌다. 9월 8일 사단은 다시 전선에 투입되어 미국 제5 보병 사단 및 제80 보병 사단에 의해 모젤강에 새롭게 구축된 교두보를 분쇄하기 위해 투입되었다.
격전 후 사단은 자르(Saar) 지역으로 후퇴해 메츠(Metz)에 수비선을 구축했다. 이후 사단은 두 달 동안 포레 드 파크(Forêt De Facq) 주변 자르 지구에서 악전고투 했고, 숨통이 끊어질 지경에까지 몰렸다. 11월 8일 미 공군의 폭격이 사단 사령부를 강타했고, 그와 함께 괴츠 폰 베를리힝엔 예하 전투 부대들 또한 괴멸에 가까운 타격을 입었다. 지휘 계통 자체가 무너진 상황이 돼서야 히틀러는 메츠에서의 퇴각을 허락했다. 사단의 잔존병들은 마지노 선까지 물러났으며, 폴케몽(Faulquemont) 부근에서 휴식과 재편성을 취했다. 이 시기에 괴츠 폰 베를리힝엔은 막스 지몬 SS중장의 제13 SS 군단으로 전속되었다. 1944년 11월 22일 메츠는 미군에 의해 해방되었다.

## 재편성 그리고 북풍 작전
11월 중순 마지노 선으로 물러난 사단의 전력은 병력 4,000여명과 차량 20여량으로 줄어들어 있었다. 1944년 12월 초 괴츠 폰 베를리힝엔에 보급과 병력 보충이 이루어졌다. 예하 기갑척탄병 연대는 독일계 외국인 징집병들로 완편되었다. 이 보충병들의 질은 사단의 본래 기간 전력에 비하면 형편없는 수준이었다. 그럼에도 불구하고 서류상에는 사단 편성이 1944년 말에 완료되었다고 기재되었다.
어쨌거나 재편성 후에 지몬 SS중장의 제13 SS 군단에 배치된 사단은 북풍 작전에 참가했다. 북풍 작전은 서부에서 독일이 벌인 불운하기 그지 없는 마지막 공세였다. 괴츠 폰 베를리힝엔은 제36 국민척탄병 사단과 함께 미국 제44 보병 사단과 제100 보병 사단을 리믈링(Rimling) 시 주변에서 공격했다. 사단은 이 공격을 위해 제21 기갑 사단에서 차출된 판터 중대와 대공전차 38(t) 2개 중대(제352 및 제353 대공전차 중대) 그리고 야크트티거를 장비한 제653 중구축전차 대대의 지원을 받았다.
독일군은 지형의 이점을 그다지 얻지 못한 데다가 엎친 데 덮친 격으로 날씨까지 매우 좋지 않았다. 그렇지만 연합군측의 손실도 상당했다. 성공적이지는 않은 미 제7군과의 고투 후인 1월 3일 사단 참모들이 경질되었다. 육군 장교들로 구성된 새 참모들이 다음 날 도착했다.
1월 5일 북풍 작전은 취소되었고, 괴츠 폰 베를리힝엔은 서부 방벽을 향한 퇴각전의 일환으로 알자스 평원에서 전투를 계속했다. 1월 10일 사단장 한스 링너 SS대령은 탑승 차량이 비탈길에서 전복되면서 미국 제114 보병 사단 및 제44 보병 사단 정찰대에게 포로가 되었다. 운전병은 기총 소사에 즉사했고, 링너 SS대령 및 대령의 부관인 융트와 다른 수행원들은 미군 기지로 이송되어 심문을 받았다. 한편, 지휘부의 참변을 알게 된 독일군은 육군 장교인 게르하르트 린드너 대령을 후임 사단장으로 보냈고, 1월 15일 린드너 대령이 지휘권을 인수했다.

## 서부방벽 - 종전
괴츠 폰 베를리힝엔은 1945년 3월 18일 미군에 의해 돌파되기 전까지 서부 방벽 수비를 맡았다. 3월 22일, 사단장 프리츠 클링엔베르크 SS상급대령이 전사했다. 같은 날, 사단은 모든 차량을 방기하고 라인강을 건너 독일 본토로 도주했다.
4월 1일 사단 병력은 약 7,000명으로 줄어들어 있었다. 급감한 병력에도 불구하고 사단은 뉘른베르크 수비에 투입되었으며 다뉴브강 부근의 도나우뵈르트(Donauwörth)로 후퇴하기 전인 4월 24일까지 전투를 계속했다.
사단의 조직적인 저항은 4월 29일 독일 본토인 모스부르크(Moosburg)에서 그 끝을 맞이했다. 사단장은 독일에서 최대 규모를 자랑하는 7A 포로 수용소(Stalag VIIA)에 수용되어 있는 포로들을 인질로 이자르강(Isar)을 건널 시간을 벌려고 했지만 그 계획은 수포로 돌아갔다. 계획을 눈치 챈 미국 제14 기갑 사단이 A 전투단을 투입해 이자르강을 가로지르는 다리를 봉쇄했던 것이다. 분노한 미군 보병들과 전차들이 모스부르크로 쇄도해 재빨리 제17 SS 기갑척탄병 사단이 위치한 마을 전방의 수비선을 공격했다. 마을은 금세 함락되었지만, 전투 자체는 매우 격렬했다. 같은 날 미국 제14 기갑 사단은 7,000명 이상의 독일군 포로를 포획했다. 그 대부분이 SS였다. (제14 기갑사단과 7A 포로 수용소의 해방. 《The Journal of Army History 》2005년 가을 호에서 발췌.)
1945년 5월 7일, 사단의 잔존병력들은 아헨제(Achensee) 근방에서 미군에게 항복했다.

## 전쟁범죄
사단은 대전 말기 범죄로 4가지 혐의를 받고 있으며, 최근 히스토리 채널(제목: D-데이 - 숨겨진 대량학살)에서 노르망디 전투 초기에 부상당한 미군 강하병들을 학살한 괴츠 폰 베를리힝엔 사단의 행위를 고발했다.
이 자료에 따르면, 제17 SS 기갑척탄병 사단 일부 부대가 그레뉴(Graignes) 근방에서 미국 제82 공수 사단 제507 강하 보병 연대와 맞딱뜨렸다. 후퇴하기 전에 200명 정도의 강하병이 연대로부터 일주일 가까이 연락이 두절되었다고 한다. 후퇴 중이었던 미군은 부상자들을 마을 사람들에게 간호를 받을 수 있도록 교회에 남겨두고 떠났으며, 무장 친위대 병사들이 일부 마을 사람을 포함해 이 미군 부상자들을 학살했다고 한다. 무장 친위대에 대한 전쟁 범죄 재판에서 이 혐의는 포함되지 않았으며 그로 인해 사건은 미결인 채로 남아있게 되었다.
대전 말기 소수 광신자들의 일부 행위를 제외한 여타 기록들을 살펴보면 괴츠 폰 베를리힝엔 사단은 특별학살부대(Einsatzgruppen)와 같은 학살 부대와는 성격이 다른 전투부대였다. (이는 매우 당연한 일이다. 뉘른베르크 재판에서 무장친위대 전체가 범죄 조직이라는 판결을 받았지만, 실제 일부 부대를 제외하곤 문자 그대로 무장 친위대는 전투 부대였다.)
괴츠 폰 베를리힝엔 사단 병사 자신들이 전쟁 범죄의 피해자가 된 경우도 존재한다. 1976년 제38 SS 기갑척탄병 연대 1대대 소속 병사 약 200명의 유골이 발견되었으며, 미국 제42 보병 사단 병사들에게 학살당했다는 사실이 밝혀졌다. 학살당한 병사들의 유골은 뉘른베르크에 위치한 거대한 무덤에서 발견되었으며, 피해자 대부분이 지근거리에서 총을 맞았다는 점을 바탕으로 학살 사실이 밝혀진 것이었다.

## 부대 구성 및 지휘관
- 기사십자장 수훈자 : 4명
- 구성인원 : 발칸 반도에 거주하던 독일계 외국인

### 사단명의 변천
- SS 기갑척탄병 사단 "괴츠 폰 베를리힝엔" (SS-Panzergrenadier-Division "Götz von Berlichingen")

1943년 10월 ~ 1943년 12월
- 제17 SS 기갑척탄병 사단 "괴츠 폰 베를리힝엔" (17. SS-Panzergrenadier-Division "Götz von Berlichingen")

1943년 12월 ~ 1945년 5월

### 역대 지휘관
| 이름                  | 계급        | 임기 시작        | 임기 종료        |
| --------------------- | ----------- | ---------------- | ---------------- |
| 베르너 오스텐도르프   | SS중장      | 1943년 10월 30일 | 1944 6월 15일    |
| 오토 빙에             | SS대령      | 1944년 6월 17일  | 1944년 6월 20일) |
| 오토 바움             | SS소장      | 1944년 6월 20일  | 1944년 8월 1일   |
| 오토 빙에             | SS대령      | 1944년 8월 1일   | 1944년 8월 29일  |
| 에두아르트 다이젠호퍼 | SS상급대령  | 1944년 8월 30일  | 1944년 9월 ?일   |
| 토마스 뮐러           | SS상급대령  | 1944년 9월 ?일   | 1944년 9월 ?일   |
| 구스타프 메르취       | SS대령      | 1944년 9월 ?일   | 1944년 10월 ?일  |
| 베르너 오스텐도르프   | SS중장      | 1944년 10월 21일 | 1944년 11월 ?일  |
| 한스 링너             | SS대령      | 1944년 11월 ?일  | 1945년 1월 ?일   |
| 게르하르트 린드너     | 대령 (육군) | 1945년 1월 15일  | 1945년 1월 21일  |
| 프리츠 클링엔베르크   | SS상급대령  | 1945년 1월 21일  | 1945년 3월 22일  |
| 게오르그 보흐만       | SS상급대령  | 1945년 3월 ?일   | 1945년 5월 8일   |

### 전투서열
- 37 SS 기갑척탄병 연대
- 38 SS 기갑척탄병 연대
- 17 SS 전차 대대
- 17 SS 포병 연대
- 17 SS 전차구축 대대
- 17 SS 대공 대대
- 17 SS 통신 대대
- 17 SS 기갑수색 대대
- 17 SS 공병 대대
- 17 SS 보급수송대
- 17 SS 기갑정비 대대
- 17 SS 병참 대대
- 17 SS 의무 대대
- 17 SS 야전우편국
- 17 SS 선전 소대
- 17 SS 헌병 중대
- 17 SS 야전 보충 대대

## 참고 문헌
- Gunther, Helmut - Das Auge der Division: Die Aufklärungsabteilung der SS-Panzergrenadier Division Götz Von Berlichingen
- Munoz, Antonio J. - Iron Fist: A Combat History of the 17. SS-Panzergrenadier-Division "Götz von Berlichingen"
- Stöber, Hans - Die Sturmflut und das Ende (3 Vol)
- Gordon Williamson, Stephen Andrew - The Waffen-SS (3) : 11. to 23. Divisions

## 같이 보기
- 독일 전차, 독일 기갑사단, 무장친위대
- 사단 (군사), 군사 조직
- 독일 국방군 (제2차 세계 대전), 제2차 세계 대전 중 독일군 사단 목록